# جک دنیلز (ورزشکار)
جک دنیلز (انگلیسی: Jack Daniels؛ زادهٔ ۲۶ آوریل ۱۹۳۳) ورزشکار پنج‌گانه مدرن اهل ایالات متحده آمریکا است.